# Associação Atlética Alvorada
L'Associação Atlética Alvorada, noto anche semplicemente come Alvorada, è una società calcistica brasiliana con sede nella città di Alvorada, nello stato del Tocantins.

## Storia
Il club è stato fondato il 26 gennaio 1993. Ha vinto la Copa Tocantins nel 1997, e il Campionato Tocantinense nel 1998. L'Alvorada ha partecipato al Campeonato Brasileiro Série C nel 1998, dove è stato eliminato alla prima fase, e ha anche partecipato alla Coppa del Brasile nello stesso anno, dove è stato eliminato ai sedicesimi di finale dall'Atlético Mineiro.

## Palmarès

### Competizioni statali
- Campionato Tocantinense: 1

1998
- Copa Tocantins: 1

1997